# Бортолот (Белуно)
Бортолот (итал. Bortolot) је насеље у Италији у округу Белуно, региону Венето.
Према процени из 2011. у насељу је живело 271 становника. Насеље се налази на надморској висини од 1443 м.